# 国家休闲步道

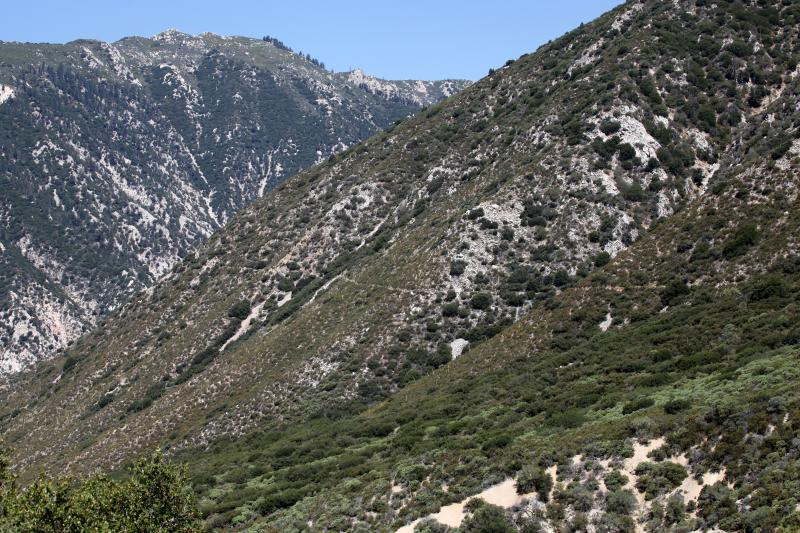
加利福尼亚州圣贝纳迪诺山脉坎普溪国家休闲步道（Camp Creek National Recreation Trail）

美国的国家休闲步道是美国为了促进健康、交流、休闲而指定的步道。美国各州共有1148条休闲步道向公众开放，长度从不到1英里（1.6）到485英里（781）之间不等，分布于不同的联邦所有、州有、县有、私有土地上。每年都会可能会有新的步道获得提名成为国家休闲步道，成为国家步道系统的一部分。